# オレンジタウン (ニューヨーク州)
オレンジタウン（Orangetown）は、アメリカ合衆国ニューヨーク州のロックランド郡にある町。
人口は4万8655人（2020年）。町の東はハドソン川、南はニュージャージー州である。町内には3つの村（ナイアック、ピアモント、グランド・ビュー・オン・ハドソン）と国勢調査指定地域がある。
国勢調査指定地域にはタッパンやパール・リバーなどの集落がある。

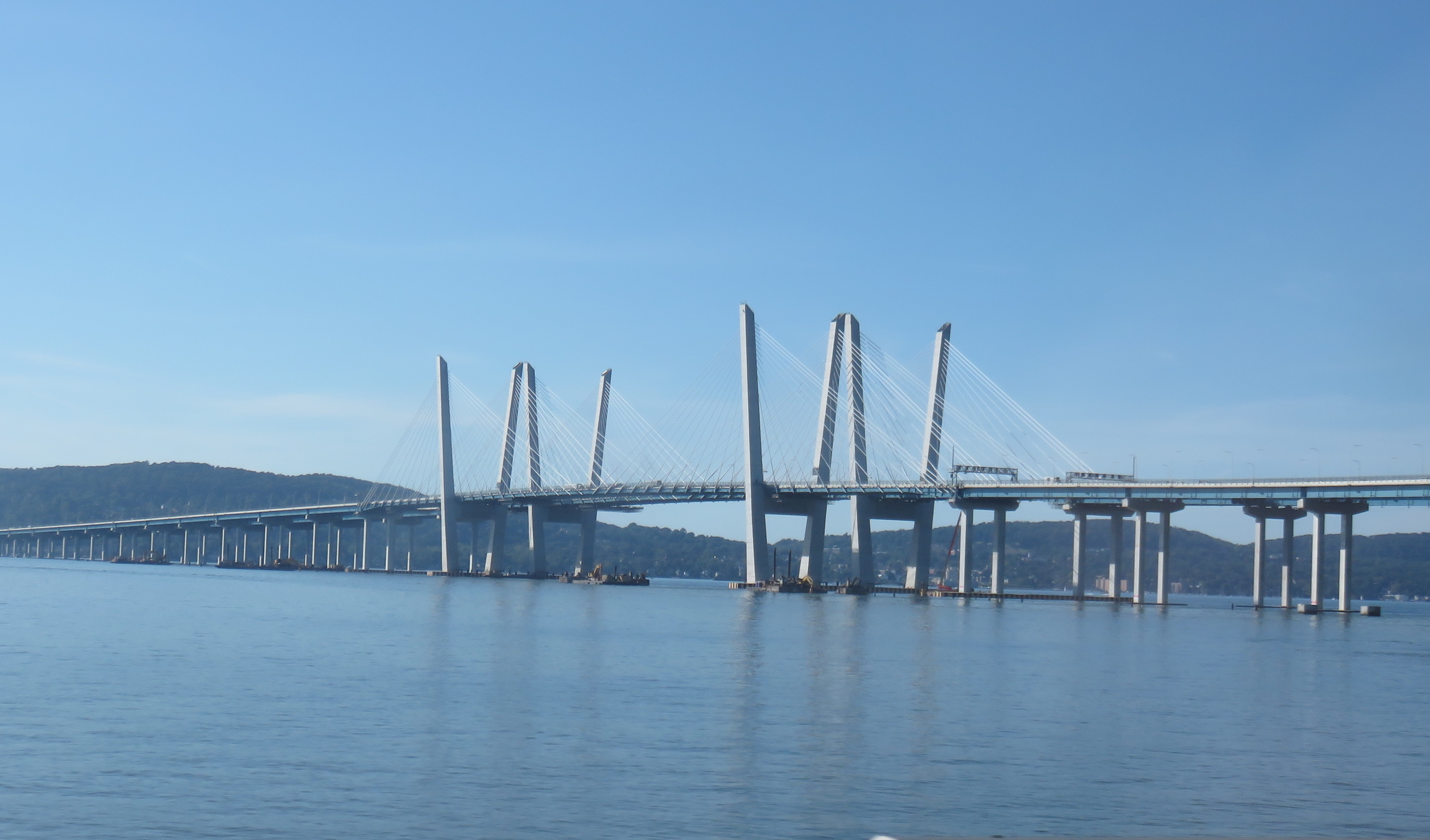
タッパン・ジー橋